# DRG 03.10 sorozat
A DRG 03.10 egy német 2'C 1' tengelyelrendezésű szerkocsis gőzmozdony sorozat volt. 1939 és 1941 között gyártotta a Borsig, a Krupp és a Krauss-Maffei. Összesen 60 db készült el belőle. 1980-ban selejtezték a sorozatot.